# 46e division (armée impériale japonaise)
Pour les articles homonymes, voir 46e division.
La 46e division (第46師団, Dai-yonjū-roku shidan) est une unité d'infanterie de l'armée impériale japonaise. Son nom de code est Division Silence (静兵団, Sei-heidan). Elle est créée en mai 1943 à Kumamoto à partir du 66e groupe d'infanterie indépendant. Elle recrute principalement dans les préfectures de Kumamoto, Oita, Miyazaki, et Kagoshima.

## Histoire
La 46e division est à l'origine destinée à la 2e armée régionale pour renforcer les défenses en Indonésie dans l'attente d'une possible attaque du nord de l'Australie. Elle transfère ainsi son quartier-général de Mandchourie à Davao aux Philippines.
Le 123e régiment d'infanterie de la division débarque dans l'est des petites îles de la Sonde. Deux mois plus tard, le 147e régiment débarque à Sumbawa. Le reste du 145e régiment n'est pas transportable et est détourné de Saipan en juin 1944 vers Iwo Jima au sein du corps Ogasawara du lieutenant-général Tadamichi Kuribayashi mais est annihilé lors de la bataille d'Iwo Jima.
Le reste de la 46e division est temporairement placé sous le contrôle de la 16e armée avant d'être transféré à la 19e armée. Elle repasse sous le contrôle de la 2e armée régionale du groupe d'armées expéditionnaire japonais du Sud. La 19e armée est dissoute le 1er mars 1945 et la 46e division est transférée à la 7e armée régionale basée Singapour. Elle est dissoute à Kluang après la fin de la guerre.